# Aubach (Gasteiner Ache)
Der Aubach ist ein rechter Nebenbach der Gasteiner Ache in der Marktgemeinde Bad Hofgastein im österreichischen Bundesland Salzburg.

## Geografie

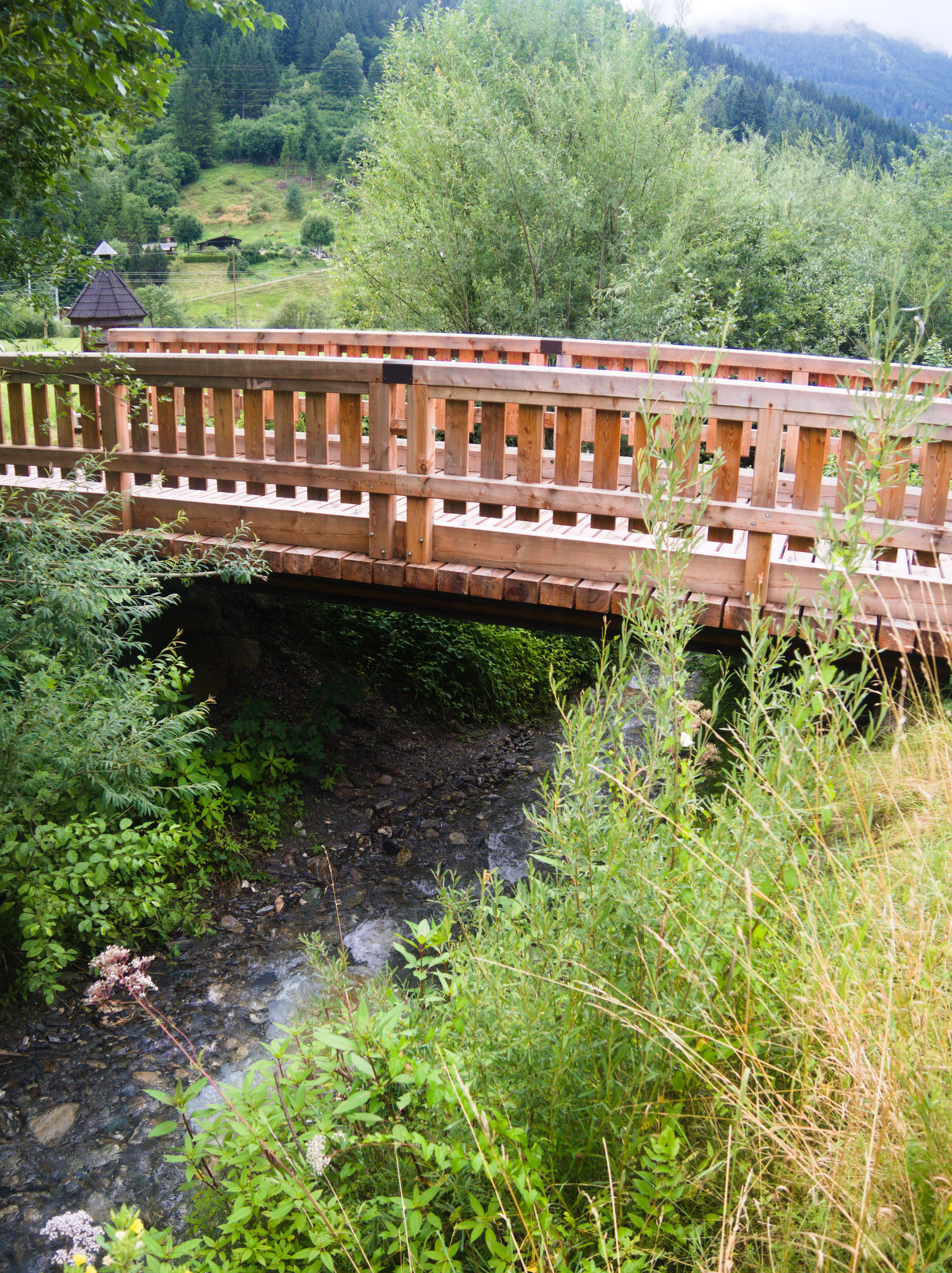
Brücke über den Aubach bei Harbach

Der Aubach entspringt auf einer Höhe von 2016 m ü. A. an den Berghängen des Aukopfs in der Ankogelgruppe. Er weist eine Gesamtlänge von 3,4 km auf. Sein Einzugsgebiet ist 5,3 km² groß. Der Bach fließt grob von Osten nach Westen. Er nimmt als linken Nebenbach den Kampbach auf, dessen Einzugsgebiet 2,1 km² groß ist.
Im Talboden des Gasteinertals verläuft der Aubach zwischen den Rotten Harbach und Oberladerding. Er wird zunächst von den Fernradwegen Ciclovia Alpe Adria und EuroVelo 7, dann von der Landesstraße B167 über die Aubachbrücke II gequert. Er mündet schließlich auf einer Höhe von 827 m ü. A. rechtsseitig in die Gasteiner Ache.

## Geschichte und Kultur
Weite Teile des Herzogtums Salzburg wurden von 27. bis 29. Mai 1821 von einer Naturkatastrophe heimgesucht, die durch Schneeschmelze und Dauerregen verursacht worden war. Dabei wurde eine Straßenbrücke über den Aubach weggerissen, die bald darauf wiedererrichtet werden konnte. Der Aubach löste mehrmals Vermurungen aus, so am 25. Juni 1979 in Laderding und am 11. Juni 2005 im Gewerbegebiet Harbach.
Der Aubach-Pass ist eine der zahlreichen Krampus-Gruppen („Passen“) des Gasteinertals.

## Umwelt
Der Quellbereich des Aubachs gehört zur Gamswild-Ruhezone Aukopf, die von 1. Dezember bis 31. Mai nicht betreten werden darf.